# Новоселово (Кировская область)
Новоселово — упразднённая в 2012 году деревня в Шабалинском районе Кировской области России. Входила на год упразднения в состав Высокораменского сельсовета. Ныне урочище на территории Высокораменского сельского поселения.

## География
Деревня находилась в западной части региона, в пределах Волжско-Ветлужской равнины, в подзоне южной тайги.

## Климат
Климат характеризуется как континентальный, с продолжительной холодной снежной зимой и умеренно тёплым коротким летом. Среднегодовая температура — 1,6 °C. Средняя температура воздуха самого холодного месяца (января) составляет −13,8 °C; самого тёплого месяца (июля) — 17,5 °C . Безморозный период длится 89 дней. Годовое количество атмосферных осадков — 721 мм, из которых 454 мм выпадает в тёплый период.

## История
Снята с учёта 28.06.2012 Законом Кировской области от 28.06.2012 № 178-ЗО.

## Транспорт
Просёлочная дорога от деревни Высокая.